# Musa Cälil
Musá Mostafá ulı Cälil (Mustáfino, Oremburgo, 15 de febrero de 1906 - Berlín, Alemania, 25 de agosto de 1944), conocido como Musá Cälil ([muˈsɑ ʑæˈlil]; Jaŋalif: Musá Çəlil; Cirílico: Муса Җәлил), fue un poeta tártaro soviético y luchador de la resistencia contra los nazis, durante la II Guerra Mundial. Fue el único poeta soviético distinguido tanto con la condecoración como Héroe de la Unión Soviética, por su coraje personal y desempeño meritorio en el cumplimiento del deber, y con el Premio Lenin por su ciclo Los Cuadernos de Moabit, ambos otorgados póstumamente, la primera en 1956 y el segundo en 1957.

## Primeros años
Musá Cälil era hijo de un chatarrero de Mustáfino. Se graduó en la madraza de Xösäyeniä, en Orenburgo. Su primera publicación fueron unos versos revolucionarios. El tradicional aruz de la poesía turca, marcó los primeros trabajos de Cälil, los cuales atribuyeron al Ghisyanism, un estilo de revuelta, encontrado en la poesía tártara de comienzos de los años veinte. 
En 1919 Musá ingresó clandestinamente a una célula del Komsomol en Orenburgo, cuando toda la región estaba aun en poder de las tropas Blancas. Participó en la guerra civil rusa, pero debido a su corta edad no fue enviado al frente, sino que integró una unidad especial del Ejército Rojo para luchar contra bandas Blancas. En 1920 retornó a su aldea nativa, donde fundó la organización juvenil pro comunista, La Flor Roja. Representó al Komsomol de Mustáfino, en la conferencia de la organización en Orenburgo.

## Vida literaria
En 1920 fue proclamada en Tartaristán, la República Socialista Soviética Autónoma Tártara, con Kazán como capital. En 1922 Musá, así como otros poetas tártaros se estableció en Kazán. Inició así el llamado, con su epíteto favorito, Período Rojo de su vida y trabajo. Los más destacados versos de ese período se titularon El Anfitrión Rojo, La Fiesta Roja, El Héroe Rojo, La Ruta Roja, La Fuerza Roja y La Bandera Roja. 
En Kazán, Cälil trabajó como copista en el periódico Qızıl Tatarstan y estudió en la rabfak (preuniversitario para obreros) del Instituto Pedagógico Oriental. Llegó a relacionarse con prominentes poetas tártaros, como Qawi Näcmi, Hadi Taqtaş, Ğädel Qutuy y otros. Desde 1924 ingresó a la sociedad literaria Octubre, que apoyaba al movimiento Proletkult. Sus versos fueron publicados en varias revistas y periódicos de Kazán. 
A partir de 1924 su poesía dejó el Ghisyanism y el aruz, y probablemente bajo la influencia de Taqtaş, evolucionó hacia el verso folclórico tártaro, más cercano al europeo que a la tradición turca u oriental. Su primera colección de versos, Barabız (Nos estamos yendo) fue publicada en 1925. La mayoría de estros poemas se refieren a su vida prerrevolucionaria.
En 1925 y 1926, Cälil llegó a ser instructor del Komsomol del distrito de Orsk, y visitó allí numerosos auls tártaros y kazajos. En 1926 fue elegido como integrante del Comité de dirección del Komsomol en Orenburgo. En 1927 se trasteó a Moscú, donde combinó sus estudios en la Universidad Estatal de Moscú con su trabajo en la sección Tártara-Bashkira del Comité Central del Komsomol. En 1929 ingresó al Partido Comunista de la Unión Soviética. El mismo año fue publicada su segunda colección de poemas, İptäşkä (i.e. Para el Camarada; Jaŋalif: Iptəşkə), cuyos versos estaban llenos de optimismo y admiración por el rumbo futuro. 
En Moscú, conoció a los poetas rusos Aleksandr Zhárov, Aleksandr Bezymenski, Mijaíl Svetlov y escuchó declamando a Vladímir Mayakovski. Ingresó a la "Asociación Moscovita de Escritores Proletarios" (МАПП), de la cual llegó a ser tercer secretario y jefe de la sección tártara. Su nuevo héroe era un compañero de la aldea, luchando por la "nueva vida", admirando la "voz de las máquinas". Cälil intentó encontrar una "nueva lengua poética", con "colores proletarios". Paradójicamente, a finales de la década del veinte la lírica apareció en la poesía de Cälil
En 1931 Cälil se graduó en Literatura en la Universidad de Moscú. Hasta 1932 fue editor jefe de Keckenə iptəşlər, después llamado Oktəbr Balasь ("Pequeño Octubrista'"), una revista para niños en tártaro. Después se hizo cargo de la sección de literatura y arte del periódico tártaro Kommunist. Musá Cälil vivió en varios lugares de la Unión Soviética desempeñando diferentes trabajos.
En 1934 Musá Cälil publicó dos colecciones: la primera de ellas, Los Millones, Decorados con Órdenes fue dedicado devotamente a los jóvenes y al Komsomol, mientras que la segunda, Versos y Poemas, era una antología de sus mejores escritos. Su lírica era llena de optimismo y energía, pero la mayoría de sus poemas líricos no fueron publicados por no estar en correspondencia con el estalinismo.
En 1935 fue publicada la primera traducción de sus poemas al ruso. También sus versos sirvieron de letra para canciones tártaras muy populares. Cälil tradujo al tártaro escritos de poetas georgianos, ucranianos y rusos como Shotá Rustaveli, Tarás Shevchenko, Aleksandr Pushkin, Víktor Nekrásov, Vladímir Mayakovski y Vasili Lébedev-Kumach. 
Cälil escribió poemas épicos, como El Director y el Sol (1935), Cihan (1935-1938), El Cartero (1938). Como dramaturgo escribió cuatro libretos para ópera tártara, entre los que se destaca el de Altınçäç (Doncella de Cabellos de Oro) de Näcip Cihanov. Entre 1939 y 1940, fue el presidente de la Unión de Escritores de la República Tártara.

## Segunda Guerra Mundial
Tras la invasión nazi a la Unión Soviética en junio de 1941, Cälil reingresó como voluntario del Ejército Rojo. Rápidamente se graduó como "Comisario Político" y fue asignado al  Frente de Vóljov, en el que se desempeñó como corresponsal de guerra del periódico Otvaga. Cälil escribió poemas patrióticos, pero prefirió la "lírica del frente", mostrando los sentimientos de los combatientes. 
En junio de 1942, su unidad fue rodeada y él fue herido y capturado. Después de varios meses en campos de concentración alemanes para soviéticos prisioneros de guerra, como Stalag-340 en Letonia y Spandau, Cälil fue trasladado a Dęblin, una fortaleza en Polonia. Se encontró con paisanos, ya que los nazis reunían allí a prisioneros provenientes del Idel-Ural y de nacionalidades del oriente soviético. Cälil escogió las personas en que podía confiar y conformó un grupo de resistencia. Por otra parte el plan de los nazis era integrar "legiones nacionales", entre otras una "Legión Tártara", que efectivamente fue integrada en Jedlina, Polonia, con prisioneros de la región del Volga, adoctrinados y entrenados para atacar al Ejército Rojo.
Cälil fue asignado a la unidad de propaganda de la Wehrmacht con el seudónimo de Gumeroff, pero él y su grupo de resistencia se dedicaron a desbaratar desde adentro los planes nazis y lograr que los "legionarios" volvieran sus armas contra quienes se las entregaban. El grupo de resistencia logró infiltrar y controlar el comité editorial de Idel-Ural el periódico que publicaban los nazis, y con su misma maquinaria imprimían folletos antifascistas distribuidos por grupos secretos de 5 integrantes cada uno. Lograron que el primer batallón de legionarios tártaros enviado al frente alemán disparara contra los militares alemanes y desertara para unirse a los guerrilleros soviéticos en Bielorrusia.
En agosto de 1943, el espionaje nazi logró desbaratar el grupo de resistencia. Musá y muchos de sus camaradas fueron encarcelados en la prisión del barrio Moabit de Berlín, el 10 de agosto, y durante días y noches fueron sometidos a interrogatorios y torturas. La Gestapo le fracturó el brazo izquierdo y le lesionó los riñones. Su cuerpo quedó lleno de marcas hechas con las descargas de cables eléctricos y golpes de mangueras de caucho. Sus dedos machacados, se hincharon hasta no poder doblarse. El poeta sin embargo prosiguió su resistencia con la poesía como única arma que le quedaba. En su celda estaban el resistente belga André Timmermans, y también un prisionero polaco, con los que logró comunicarse en alemán para que compilaran cientos de versos compuestos en prisión, en pequeños cuadernillos que ellos mismos fabricaban. Finalmente, el 12 de febrero de 1944, Musá y 12 compañeros tártaros de su grupo fueron guillotinados en la prisión de Plötzensee, en Berlín.

## Legado

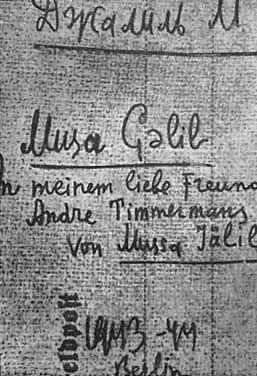
Título de uno de los Cuadernos de Moabit

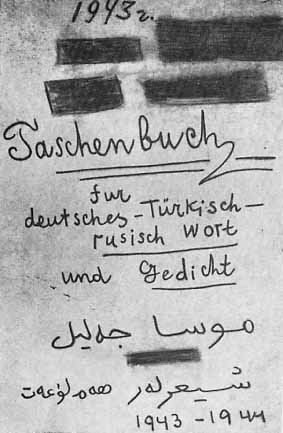
El otro Cuaderno de Moabit

El 23 de abril de 1945, un soldado del 79 Cuerpo de Infantería del Ejército Rojo encontró en medio de los combates en Berlín, un libro con unas líneas escritas en ruso en las páginas en blanco: "Yo soy el poeta tártaro Musá Cälil, detenido en la prisión de Moabit en calidad de prisionero de guerra, contra el cual se han hecho cargos políticos y seguramente seré ejecutado pronto. Si algún ruso lee esta nota, lleve mis saludos a mis amigos escritores en Moscú y dé la noticia a mi familia". Los soldados enviaron la nota a la Unión de Escritores en Moscú, y se tuvo por primera vez noticia del heroísmo de Cälil.
Un cuaderno de Cälil fue preservado por los tártaros Ğabbas Şärípov y Niğmät Teregúlov (ambos muertos después en los campos de Stalin). Şärípov también estuvo preso en Moabit y recibió manuscritos de Cälil y de Abdulla Äliş cuando los guardas de la prisión se refugiaban de un bombardeo. Para preservar los escritos, el grupo de Cälil lo protegía. Otro cuaderno de Cälil fue preservado por su compañero de celda belga, André Timmermans. Los cuadernos fueron entregados a la Unión de Escritores de Tartaristán en 1946 y 1947. Fueron publicados con el título Moabit Däftäre (Los Cuadernos de Moabit). La viuda de Musá, Äminä Zalyálova entregó los originales al Museo Nacional de Tartaristán.
Se sabe que un tercer cuaderno fue entregado a la embajada soviética en Roma por el tártaro, ciudadano turco, Kazim Mirşan, en 1946. Sin embargo ese cuaderno se perdió en los archivos de SMERSH y su búsqueda desde 1979 ha sido infructuosa.

## Reconocimiento
En 1946 el Ministerio de Seguridad del Estado abrió una investigación contra Musá Cälil, acusándolo de ayudar al enemigo e incluso, en abril de 1947 su nombre fue incluido en la lista de "criminales especialmente peligrosos". Sin embargo los escritores tártaros y el departamento de seguridad del estado de Tartaristán trabajaron para defender a Cälil, exponiendo sus trabajos en la resistencia y el proceso que le costó la vida. En 1953 Los Cuadernos de Moabit fueron publicados en Kazán y una traducción rusa fue publicada en Literatúrnaya Gazeta, en edición de Konstantín Símonov. Musá Cälil fue condecorado como Héroe de la Unión Soviética en 1956 y recibió el Premio Lenin de Literatura en 1957 por Los Cuadernos de Moabit.
Tras su rehabilitación, Musá Cälil fue reconocido como el principal héroe tártaro de la II Guerra Mundial. Un monumento a Musá Cälil fue erigido cerca del Kremlin de Kazán, en 1983. El Teatro de la Ópera y Ballet de Kazán lleva su nombre desde 1956, cuando el gobierno soviético lo renombró en su honor.